# Rolls-Royce Cullinan
La Rolls-Royce Cullinan è un SUV full-size di lusso in produzione dal 2018 dalla casa automobilistica britannica Rolls-Royce Motor Cars. Al momento è la seconda Rolls-Royce più venduta al mondo, dopo la Silver Shadow. 
Il nome dell'auto, Cullinan, è lo stesso del più grande diamante grezzo mai trovato.

## Caratteristiche

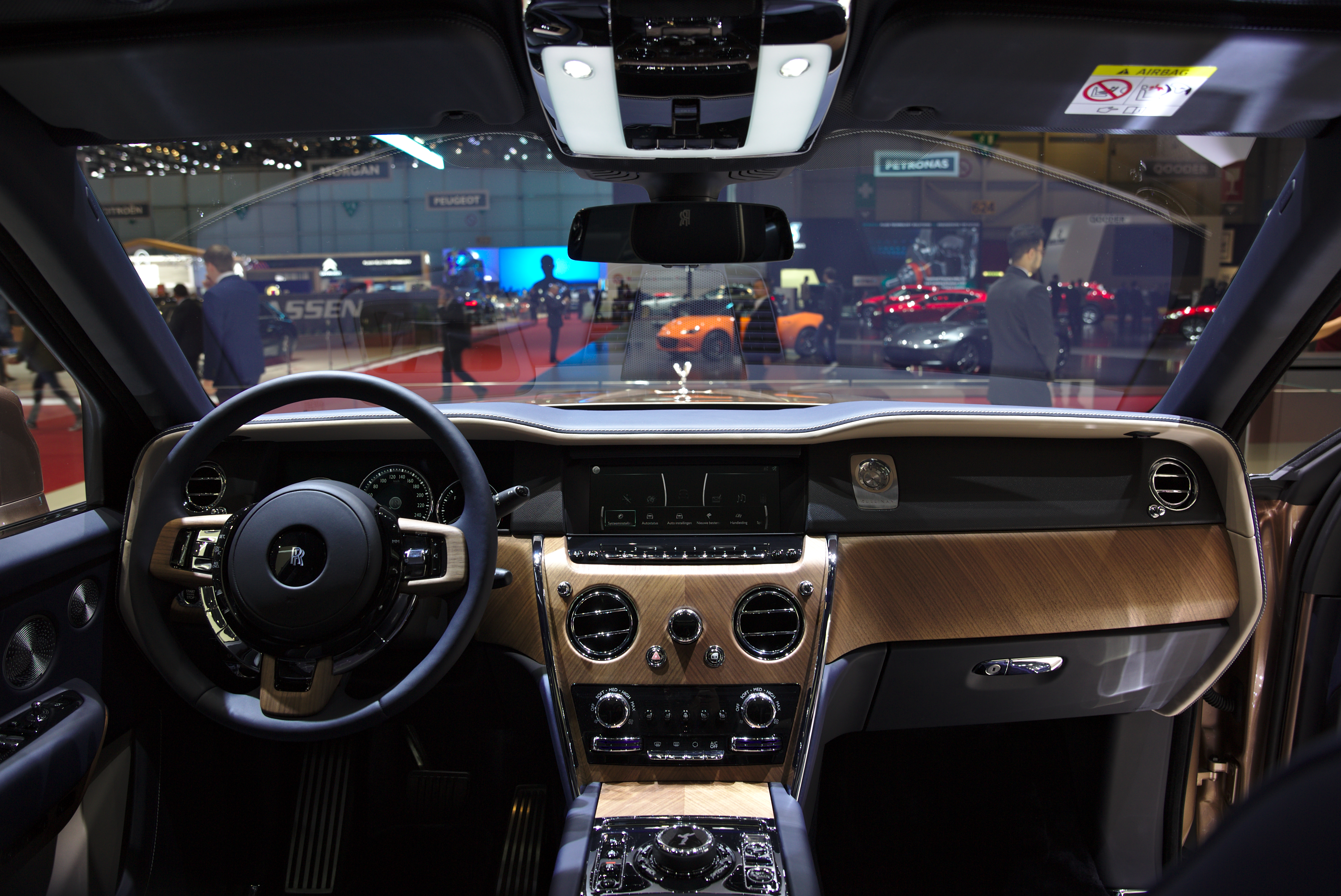
Interni del suv

La Cullinan è il primo modello di SUV prodotto dalla casa britannica e ha grandi dimensioni, con 5,34 m di lunghezza, 2,16 m di larghezza e 1,83 m di altezza. Offre un bagagliaio con capacità di 526 l, che arrivano a oltre 2000 con i sedili posteriori abbassati, e nel quale si può avere il Cullinan View Suite, con due sedute in pelle e tavolino da cocktail.
Questa vettura è l'unica Rolls-Royce ad avere una partizione di vetro tra il vano bagagli e l'abitacolo.
La vettura è costruita sulla piattaforma Architecture of Luxury, condivisa con l'ottava generazione di Phantom. È una piattaforma totalmente in alluminio, aiutando a contenere il peso nei 2660 kg, e condivisa con la Sesta generazione di BMW serie 7.

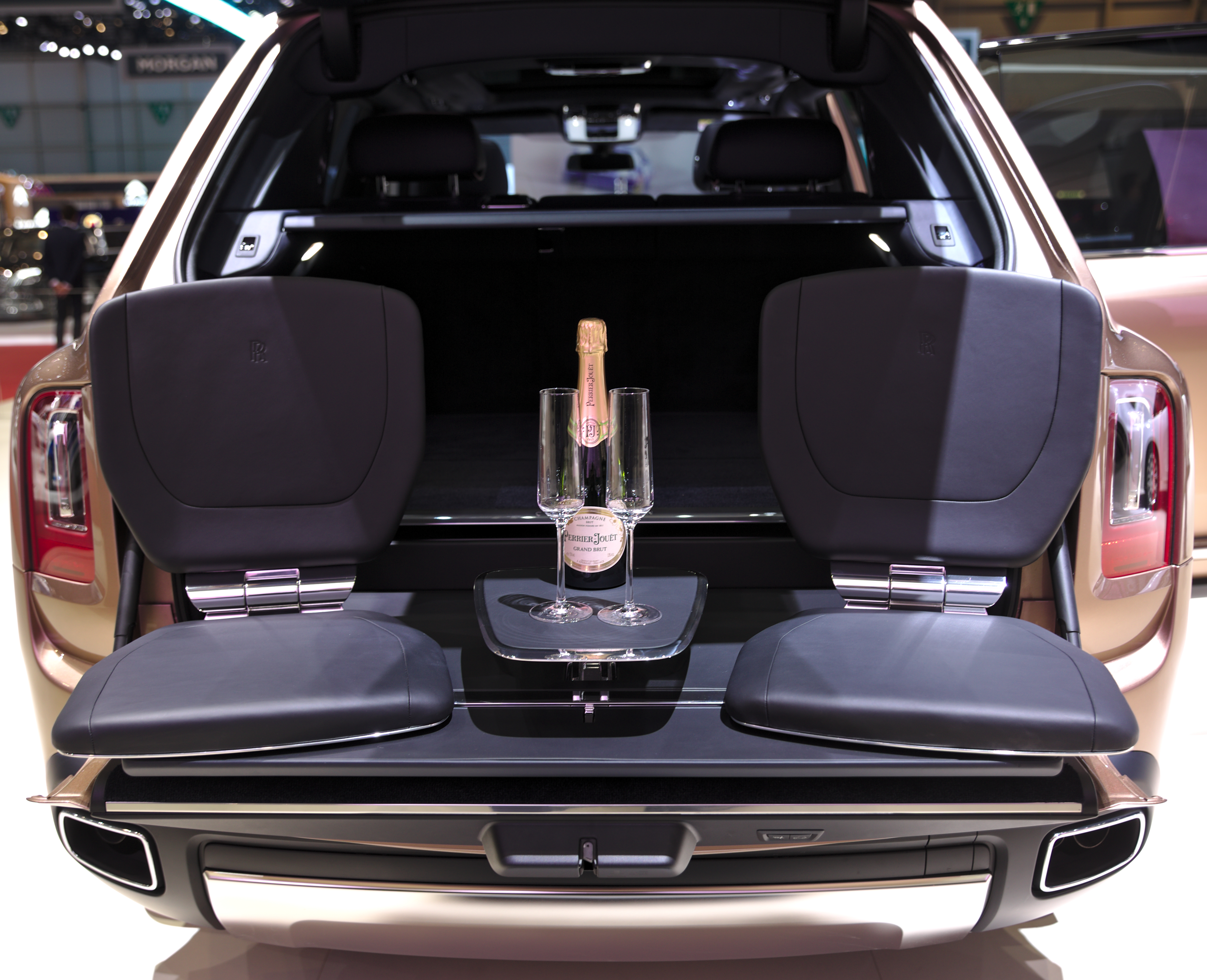
Cullinan View Suite

Il motore della Cullinan è un motore V12 bi-turbo, con 6749 cm³ di cilindrata ed una potenza di 571 CV di potenza. Le prestazioni comprendono una velocità massima autolimitata a 250 km/h, un'accelerazione da 0 a 100 km/h in 5,2 s e un consumo che arriva a 15 l/100 km.

## Motorizzazioni
| Modello  | Motore  | Cilindrata (cm³) | Potenza         | Coppia Massima (Nm) | 0–100 km/h (secondi) | Velocità max (km/h) | Emissioni CO2 (g/km) | Consumo medio (l/100 km) |
| 6.75 V12 | Benzina | 6749             | 420 kW (571 CV) | 850                 | 5,2                  | 250                 | 341                  | 15                       |